# Juan de Mata Carriazo y Arroquia
Juan de Mata Carriazo Arroquia (Jódar, 13 de maig de 1899 - Sevilla, 20 de juny de 1989) va ser un historiador i arqueòleg espanyol.

## Biografia
Encara que nascut a Jódar des dels dos mesos va viure al municipi de Quesada, tots dos pobles en la província de Jaen, on el seu pare exercia com a jutge. Va cursar estudis de Filosofia i Lletres en la Universitat de Granada i en la Universitat Complutense de Madrid. Després d'acabar els seus estudis, va ingressar el 1921 en la secció d'arqueologia del Centre d'Estudis Històrics de Madrid on va ser deixeble de Manuel Gómez-Moreno. El 1927 va ser nomenat catedràtic de Prehistòria i Història d'Espanya Antiga i Medieval a la Universitat de Sevilla, ja que va exercir fins a la seva jubilació el 1969 i des d'on va realitzar una important labor docent i investigadora.
Va realitzar importants anotacions històriques de la troballa el 1958 del Tresor del Carambolo, apuntant al fet que es tractava d'un jaciment de la civilització Tartessos i anotant que podria tractar-se d'un tresor del mateix Argantoni. En els anys 50 va realitzar un important descobriment arqueològic al Mercado ambulante del jueves de Sevilla, trobant-hi un bronze datat entre 625-575 aC. A més, en la seva recerca de la capital de Tartessos, va realitzar nombroses excavacions a la Vall del Guadalquivir, sense arribar a trobar mai la ciutat malgrat la seva preparació i afany. Va ser membre de la Reial Acadèmia de Belles Arts de San Fernando, Reial Acadèmia de la Història Portuguesa, Reial Acadèmia de Belles Arts de Santa Isabel d'Hongria (1958) i Reial Acadèmia de Belles Arts de Nuestra Señora de las Angustias de Granada.

## Honors
- El 1983 va ser nomenat Fill Predilecte de Jódar
- El 1985 va ser nomenat Fill Adoptiu de Sevilla
- El 1987 va rebre el nomenament de Fill Predilecte d'Andalusia.

## Obra
- La escultura tartésica. Nuevos cilindros grabados con estilizaciones humanas del eneolítico andaluz.
- Esculturas humanas del cortijo del Álamo.
- Un sarcófago protocristiano en el Prado de Sevilla.
- Dos estelas discoides de Quesada.
- La escultura del Argar en el alto Guadalquivir.
- La boda del Emperador. Notas para una historia del amor en el Alcázar de Sevilla.
- Crónica de Juan II de Castilla
- Los relieves de la guerra de Granada en la sillería del coro de la Catedral de Toledo
- La puerta del anfiteatro en el recinto de Itálica.* Protohistoria de Sevilla. En el vértice de Tartesos.
- Tartessos y El Carambolo.[1]